# Оливер Драгојевић
Оливер Драгојевић (Сплит, 7. децембар 1947 — Сплит, 29. јул 2018) био је југословенски и хрватски пјевач и кантаутор.

## Биографија

### Дјетињство
Рођен је у Велој Луци на острву Корчула. У Сплиту похађа музичку школу. Најприје учи клавир, а затим кларинет и гитару. Први сусрет с музиком био му је у петој години кад од оца Марка на поклон добија усну хармонику којом је забављао дјецу из своје улице, те путнике на броду на путној релацији Сплит — Вела Лука.

### Почеци на естради
Први естрадни наступ био му је на сплитском дјечјем фестивалу 1961. године с популарном пјесмицом Балони. Истовремено с братом Аљошом снима тада познате свјетске хитове за радио-станицу Сплит. Већ 1963. опробава се с великим успјехом као пјевач и клавијатуриста култног сплитског бенда Батали. На такмичењу аматера пјевача Хрватске, осваја прво мјесто пјевајући Yesterday.

### Сарадња са Руњићем
Фестивалски деби имао је на Сплитском фестивалу 1967. на наговор Зденка Руњића с његовим Пицаферајем. Ова композиција није доспјела на завршно фестивалско вече, али ће „повампирена“ у седамдестима постати једним од вјечно зелених Оливерових хитова. Након неуспјеха на Сплиту 1967. све до 1972. године, Оливер пече занат свирајући по бројним западноевропским клубовима усвајајући темељне одлике каснијег извођачког манира. Послије краткотрајне епизоде с Дубровачким трубадурима која је трајала мање од годину дана и учествовања на пионирским првим сезонама сплитске групе Море у љето 1974. поново се прикључио Баталима. На Сплитски фестивал се враћа 1974, те у великом стилу осваја прву награду публике са композицијом Ча ће ми Копакабана. Након тога поново успоставља сарадњу са Зденком Руњићем и на Сплиту 1975. пјева шансону Галеб и ја, врхунски погодак и почетак вишегодишње плодоносне сарадње наградама најобдаренијег ауторско-извођачког двојца.
У наредним деценијама постигао је бројне успјехе наступима на фестивалима, као и издавањем синглова и албума. Награђен је 21 пут најзначајнијом хрватском музичком наградом Порин. Добитник је хрватског одликовања реда Данице с ликом Марка Марулића.
Пет пута је покушао да се квалификује на Песму Евровизије. Двапут се такмичио на Југовизији, 1988. године је заузео друго место са песмом „Џени”, а 1990. треће место у дуету са Зорицом Конџом и песмом „Срећа је тамо где си ти”. Трипут је учествовао на хрватској Дори, 1994, 1995. и 1997. године и најбољи пласман му је био друго место.
Последњи наступ је имао средином октобра 2017. године у Сплиту, већ видно болестан, што се може сматрати и својеврсним опроштајем од публике.

## Највећи хитови
Најпознатије Оливерове пјесме су: Галеб и ја (1975), Скалинада (1976), Малинконија (1977), Опрости ми папе (1978), Молитва за Магдалену (1978), Вјеруј у љубав (1979), Надалина (дует са Борисом Дворником из 1980), Кароца (1982), Моје прво пијанство (1983), Свирајте ноћас за моју душу (1988), Што то бјеше љубав (1988), Нека се други радују (1990), Цесарица (1993) и др.

## Смрт
Драгојевић је преминуо у Сплиту 29. јула 2018. године, након једногодишње борбе са карциномом плућа. Влада Хрватске је, поводом Оливерове смрти, 30. јул прогласила Даном националног саучешћа, а бројне колеге су се опраштале од великог уметника. После одржане комеморације и испраћаја из сплитске луке, певач је катамараном превезен у Велу Луку, где је и сахрањен 1. августа.

## Дискографија
- 1974. — Анђела
- 1974. — Ча ће ми Копакабана
- 1975. — Љубавна пјесма
- 1976. — Нашој љубави је крај
- 1976. — Прва љубав
- 1976. — Сплит 76
- 1977. — Ако изгубим тебе
- 1977. — Малинконија
- 1977. — Недостајеш ми ти
- 1977. — Сплит 77
- 1977. — Загреб 77
- 1978. — Молитва за Магдалену
- 1978. — Поета
- 1978. — Сплит 78
- 1979. — Буди ту
- 1979. — Данијела
- 1979. — Сплит 79
- 1979. — Вјеруј у љубав
- 1980. — Оливер 5
- 1981. — Ђелозија
- 1981. — Јубави, јубави
- 1982. — Кароца
- 1983. — Моје прво пијанство
- 1984. — Ево мене међу моје
- 1985. — Своју звизду слидин
- 1986. — За сва вримена
- 1987. — Оливер
- 1987. — Пионирско коло
- 1988. — Свирајте ноћас за моју душу
- 1989. — Оливер у ХНК (снимак концерта уживо)
- 1991. — Једина
- 1992. — Тешко ми је путовати
- 1994. — Нека нова свитања
- 1994. — Све најбоље
- 1995. — Вриме
- 1996. — Оливер у Лисинском (снимак концерта уживо)
- 1997. — Душа ми је море
- 1998. — Шторија 1
- 1998. — Шторија 2
- 1998. — Шторија 3
- 1998. — Шторија 4
- 1998. — Шторија 5
- 2000. — Дви, три ричи
- 2001. — Оливер у Арени (снимак концерта уживо)
- 2002. — Траг у бескрају
- 2003. — Вјеруј у љубав 2003
- 2004. — Оливер: концерт (снимак концерта уживо)
- 2005. — Емоција
- 2005. — Вридило је
- 2006. — Оливер ал`Олимпија (снимак концерта уживо)

## Фестивали
- 1967. Picaferaj
- 1974. Ћа ће ми Копакабана (Златни грб града Сплита)
- 1975. Галеб и ја
- 1975. 2002 године у Сплиту
- 1976. Скалинада (Награда за интерпретацију)
- 1977. Малинконија (II награда публике)
- 1978. Опрости ми папе (I награда публике)
- 1978. Поета (I награда публике)
- 1978. Цвит Медитерана (I награда публике и I награда жирија)
- 1979. Вјеруј у љубав
- 1980. Пива клапа испо' волта
- 1980. Надалина (дует са Борисом Дворником)
- 1981. Инфиша сан у те
- 1981. Липа моја ча си блида
- 1981. Шторија
- 1982. Кароца
- 1983. А битар пуше (Сребрни грб града Сплита: II награда публике)
- 1984. Луце мала (дует са Мариол)
- 1984. Анђеле мој (III награда)
- 1985. Своју звизду слидин
- 1986. Дишпердун
- 1986. Мижерја
- 1987. Стине
- 1988. Што то бјеше љубав (Награда стручног жирија)
- 1989. Од свег срца теби фала (дует са близанцима Смоје)
- 1990. Нека се други радују (I награда публике)
- 1990. Ти си мој сан (дует са Зорицом Конџа,I награда жирија)
- 1992. Без тебе (Златни грб града Сплита)

Мелодије хрватског Јадрана:
- 1993. Цесарица (Гранд при фестивала)
- 1994. Јубав моја
- 1995. Нисан ја за те
- 1995. Морски вук (дует са Тонијем Цетинским)
- 1996. Маргарита
- 1996. Пјесма анђела (дует са Цецилијом)
- 1997. Испод сунаца златнога

Ваш шлагер сезоне:
- 1977. Ако изгубим тебе
- 1979. Данијела
- 1980. Вечерња љубав
- 1981. Ти си била све што ваља
- 1982. Госпојице, липо дите
- 1983. Моје прво пијанство (I награда публике, I награда стручног жирија, награда за текст и најбољу интерпретацију)
- 1988. Један од многих (II награда)

Београдско пролеће:
- 1978. Молитва за Магдалену (II награда публике)
- 1979. Nocturno

Фестивал Загреб:
- 1974. То су биле пјесме
- 1976. Прва љубав
- 1977. Мајко да ли знаш
- 1978. Кључ живота
- 1981. Сан лептира
- 1988. Задње вече

Фестивал Опатија:
- 1975. Цеста сунаца
- 1976. Пјевај с нама
- 1978. Збогом остај љубави (I награда публике)
- 1980. Забрањено воће
- 1981. Заборави
- 1982. Лаку ноћ Луиђи, лаку ноћ Бепина
- 1982. Ћер од старег калафата
- 1982. Мама
- 1984. Камен испод главе (I награда жирија и југословенских радио-станица "Златна камелија")

Карневалфест:
- 1977. Недостајеш ми ти

МЕСАМ — Београд:
- 1984. Спавај катарина
- 1985. Кад би само љубит знала
- 1988. Ако икад оздравим

Задарфест:
- 1994. Ена
- 1996. Горе си ти

Евросонг:
- 1988. Џени (Југовизија, II место)
- 1990. Срећа је тамо гдје си ти (дует са Зорицом Конџом, Југовизија, III место)
- 1994. Ар'ја (Дора, IV место)
- 1995. Богиња (Дора, II место)
- 1997. Луција (Дора)

Фестивал револуционарне и родољубиве пјесме:
- 1978. Опрости ми земљо, жено